# Wes Lee
Deveon Everheart Aiken (* 2. November 1994 in Dayton, Ohio, USA), besser bekannt unter seinem Ringnamen Dezmond Xavier, ist ein US-amerikanischer Wrestler. Er steht derzeit bei World Wrestling Entertainment (WWE) unter Vertrag und tritt regelmäßig unter dem Ringnamen Wes Lee in deren wöchentlicher TV-Show WWE NXT auf. Sein bislang größter Erfolg ist der zweifache Erhalt der NXT Tag Team Championship.

## Wrestling-Karriere
Aiken bestritt sein erstes Wrestlingmatch am 22. Februar 2013 bei Maryland Championship Wrestling. Er bestritt für mehrere Wrestlingligen Matches. Besonders im Tag Team-Wrestling feierte er Erfolge. Als Teil des Stables Scarlet And Graves bei Combat Zone Wrestling gewann er mit Zachary Wentz einige Titel. Später gründete er mit diesem ein eigenes Tag Team.
Am 13. April 2017 unterzeichnete er einen Vertrag bei Impact Wrestling. Anfangs fehdete er erfolglos um die Impact X Division Championship. Später bildete er mit seinem Tag Team Partner Zachary Wentz und Trey Miguel das Stable The Rascalz. Obwohl er bei Impact unter Vertrag stand, trat er nebenbei auch für andere Wrestlingligen an. Mit Zachary Wentz konnte er viele Tag Team-Titel gewinnen, unter anderem die PWG World Tag Team Championship bei der Wrestlingliga Pro Wrestling Guerrilla.
Am 18. November 2020 wurde bekannt gegeben, dass alle drei Mitglieder von The Rascalz Impact Wrestling verlassen werden.
Am 2. Dezember 2020 gab World Wrestling Entertainment die Verpflichtung von Dezmond Xavier und Zachary Wentz bekannt. Unter dem neuen Tag Team-Namen MSK und Ringnamen Wes Lee (Dezmond Xavier) und Nash Carter (Zachary Wentz) feierten die beiden bei der NXT-Ausgabe vom 13. Januar 2021 mit einem Sieg über Isaiah Scott und Jake Atlas in der ersten Runde der Dusty Rhodes Tag Team Classic ihr Debüt für die WWE. Er erreichte zusammen mit Nash Carter das Finale. Bei dem Finale am 14. Februar 2021 bei NXT TakeOver: Vengeance Day gewannen sie gegen James Drake und Zack Gibson. In diesem Match brach er sich die Hand und fiel hierdurch verletzungsbedingt aus. Am 7. April 2021 gewannen sie bei NXT TakeOver: Stand and Deliver die vakante NXT Tag Team Championship, hierfür besiegten sie The Grizzled Young Veterans James Drake und Zack Gibson sowie Legado del Fantasma Raul Mendoza & Joaquin Wilde. Die Regentschaft hielt 202 Tage und verloren die Titel, schlussendlich am 26. Oktober 2021 an Imperium Marcel Barthel und Fabian Aichner. Am 2. April 2022 gewann er zusammen mit Carter bei NXT Stand & Deliver (2022) erneut NXT Tag Team Championship. Hierfür besiegten sie Imperium Marcel Barthel und Fabian Aichner sowie The Creed Brothers Brutus Creed und Julius Creed in einem Triple-Threat-Tag-Team-Match. Die NXT Tag Team Championship wurde am 8. April 2022 nach sechs Tagen Regentschaft für vakant erklärt.
Am 22. Oktober 2022 gewann er die vakante NXT North American Championship, hierfür besiegte er Nathan Frazer, Oro Mensah, Carmelo Hayes und Von Wagner in einem Five-Way-Ladder-Match. Die Regentschaft hielt 269 Tage und verlor den Titel, schlussendlich am 18. Juli 2023 an Dominik Mysterio.

## Erfolge
- World Wrestling Entertainment
  - 2× NXT Tag Team Championship mit Nash Carter
  - Dusty Rhodes Tag Team Classic (mit Nash Carter 2021)
  - 1× NXT North American Championship

- All American Wrestling
  - 1× AAW Tag Team Championship mit Zachary Wentz

- Combat Zone Wrestling
  - 2× CZW World Tag Team Championship mit Zachary Wentz

- Desastre Total Ultraviolento
  - 1× DTU Alto Impacto Championship

- Impact Wrestling
  - TNA X Cup Tournaments|Super X Cup (2017)
  - Impact Turkey Bowl – mit Alisha Edwards, Kikutaro, Kevin Matthews, und Fallah Bahh

- Pro Wrestling Guerrilla
  - 1× PWG World Tag Team Championship mit Zachary Wentz

- WrestleCircus
  - 1× WC Sideshow Championship

- The Wrestling Revolver
  - 1× PWR Tag Team Championship mit Zachary Wentz

- Southside Wrestling Entertainment
  - 1× SWE Tag Team Championship mit Zachary Wentz

- Xtreme Intense Championship Wrestling
  - 1× XICW Tag Team Championship mit Aaron Williams, Dave Crist, Kyle Maverick, Trey Miguel und Zachary Wentz